# Чала (Болгарія)
Ча́ла (болг. Чала) — село в Смолянській області Болгарії. Входить до складу общини Борино.

## Населення
За даними перепису населення 2011 року у селі проживали 169 осіб.
Національний склад населення села:
| Національність   | Кількість осіб | Відсоток |
| ---------------- | -------------- | -------- |
| болгари          | 74             | 71,8%    |
| турки            | 11             | 10,7%    |
| цигани           | 0              | 0%       |
| інша             | 14             | 13,6%    |
| не визначились   | 4              | 3,9%     |
| Всього відповіли | 103            |          |

Розподіл населення за віком у 2011 році:
Динаміка населення: